# Longueville (Mancha)
Longueville es una comuna francesa situada en el departamento de La Mancha, en la región de Normandía.

## Demografía
| 372 | 348 | 357 | 455 | 530 | 530 | 587 |
| Para los censos de 1962 a 1999 la población legal corresponde a la población sin duplicidades (Fuente: INSEE [Consultar]) |     |     |     |     |     |     |

Forma parte de la aglomeración urbana de Granville.